# Shape grammar
Shape grammar («грамматика формы») — особый класс продукционных систем, генерирующих геометрические формы (обычно двух- или трёхмерные). Основания грамматики форм положили в своей статье Джорж Стини и Джеймс Гипс в 1971. Гипс работал над применениями грамматик форм, тогда как Стини разрабатывал их математические основы. В 1977 году Стини обобщил грамматики формы в параметрические грамматики формы, объединив идеи параметрического и генеративного дизайна. Основные идеи с годами развития были сохранены.
Грамматики формы сильно выделяются среди других систем генеративного дизайна своей визуальностью: вычисления производятся непосредственно над формами, а не абстрактными вещами, такими как символы, числа или слова, имеющих лишь опосредованное отношение к формам. Важно, что грамматика форм не избавляет от неоднозначности, получаемые формы не имеют чётких частей и могут быть разобраны и собраны вновь пользователем уже другим образом. В результате применения правил могут возникать (быть узнаны) и быть использованы в дальнейших применениях правил. То есть, грамматика форм является «нецифровой» в принципе. По словам Гипса, они созданы для людей, но могут быть адаптированы для компьютеров. Последнее оказалось сложной задачей: неоднозначность и эмерджентность не являются столь естественными для компьютеров, как для людей. Ещё одним важным характерным отличием является цель: грамматика форм должна давать интуитивное представление, проникать в суть порождаемых объектов.
Грамматика форм находит применение в обучении дизайнеров и архитекторов, выполняющих «вычисления» вручную в коллективной работе, при обучении через делание.
Грамматика форм состоит из правил формы (англ. shape rules) и механизма вывода (англ. generation engine), выбирающего и обрабатывающего правила.
Для грамматик формы придуманы и свои языки программирования. Таким является, например, CGA++, который позволяет создавать процедурный модели для градостроительства.